# Nueva Palmira
Nueva Palmira – miasto w Urugwaju, w departamencie Colonia. Miasto powstało w 1831 roku.

## Populacja
| Rok  | Populacja |
| ---- | --------- |
| 1963 | 6,306     |
| 1975 | 7,146     |
| 1985 | 7,151     |
| 1996 | 8,339     |
| 2004 | 9,230     |

## Znane osoby z Nueva Palmira
- Gianni Guigou – piłkarz
- Wilson Graniolatti – piłkarz